# Frankenwinheim
Frankenwinheim település Németországban, azon belül Bajorországban. Lakosainak száma 994 fő (2023. december 31.).

## Népesség
A település népessége az elmúlt években az alábbi módon változott:
| Lakosok száma | 583  | 898  | 973  | 1009 | 999  | 987  | 962  | 960  | 969  | 994  |
|               | 1875 | 1950 | 1970 | 2011 | 2013 | 2014 | 2016 | 2019 | 2021 | 2023 |